# Aufhausen (Eichendorf)
Aufhausen ist ein Gemeindeteil des Marktes Eichendorf im niederbayerischen Landkreis Dingolfing-Landau. Bis 1972 bildete es eine selbstständige Gemeinde.

## Lage
Aufhausen liegt im Vilstal etwa sechs Kilometer westlich von Eichendorf an der Staatsstraße 2083.

## Geschichte
Das Vilstal ist seit über 7500 Jahren ständig besiedelt. Im Osten von Aufhausen wurden seit 1970 zunächst viele Scherben, Geräte aus Silex und Felsgestein gefunden, die zeigen, dass hier seit der ältesten Jungsteinzeit Menschen lebten. Ein 1997 entdecktes, 6000 Jahre altes Gefäß in der Form eines Menschen erhielt die Bezeichnung Venus von Aufhausen. Ende August 2005 kam nördlich des Fußballplatzes ein Skelett zum Vorschein, das vermutlich rund 7500 Jahre alt ist und aus der Jungsteinzeit stammt. In den vergangenen Jahren wurden in der Nähe der Skelett-Fundstelle auch die Reste mehrerer jungsteinzeitlicher Häuser gefunden, die bis zu 30 Meter lang waren.
Bei Ausgrabungen ab 1990 fanden Archäologen neben Siedlungsspuren der Badener Kultur (ca. 3500 v. Chr.) eine großflächige Siedlung der Urnenfelderzeit (ca. 1200 v. Chr.) mit viel Keramik und Hinweisen auf Textilverarbeitung. Aus der Glockenbecherkultur (ca. 2400 v. Chr.) stammt ein Gräberfeld, bestehend aus acht Gräbern.
Erhalten sind mittelalterliche Spuren des Ansitz Mülberg.
Am 26. Juli 1111 bestätigte Heinrich V. dem Kloster St. Nikola „unam molendinum ad Aufhausen“ und „item in Ahausen, iuxta Landau unam decimam“. Seit 1317 wird vom Gut, der Vogtei und dem Gericht zu Aufhausen gesprochen. 1347 erwarb Albrecht Closener das Lehengut Aufhausen, und seither war die Hofmark Aufhausen bis ins 19. Jahrhundert im Besitz der Herren von Closen. Die Hofmark bildete auch den Ausgangspunkt für die Gemeinde Aufhausen, die im Zuge der Gemeindebildung zu Beginn des 19. Jahrhunderts aus dem gleichnamigen Steuerdistrikt entstand und zum Landgericht Landau/I. gehörte. 
Im Jahr 1857 wütete ein Dorfbrand in Aufhausen, bei dem zehn Anwesen in der Schreinerstraße niederbrannten. Auch der Pfarrhof wurde ein Opfer der Flammen. Erst der Nachfolger des damaligen Pfarrers Schikaneder baute den abgebrannten Pfarrhof in der jetzigen Form wieder auf. Am 9. November 1915 befuhr der erste Zug die Bahnstrecke Aufhausen–Kröhstorf.
Am 27. September 1964 wurde der Personenzugverkehr eingestellt, die Stilllegung folgte zum 28. Mai 1994, und 1998 wurden die Gleise abgebaut. Heute verläuft hier der Bockerlbahn-Radweg, der am 24. August 1999 eröffnet wurde. 
Die Gemeinde Aufhausen im Landkreis Landau an der Isar wurde am 1. Juli 1972 im Zuge der Gebietsreform in Bayern in den Markt Eichendorf eingegliedert. Die Gemarkung Aufhausen innerhalb des Marktes Eichendorf ist mit 7,17 km² etwas größer als die ehemalige Gemeinde mit 6,50 km², weil von der ebenfalls aufgelösten Gemeinde Rengersdorf die Einöden Kraglöd und Weileröd zur Gemarkung Aufhausen anstatt zur Gemarkung Rengersdorf I kamen.
Im Osten der Ortschaft entsteht seit den 1990er Jahren ein fast 20 ha großes Gewerbegebiet.

## Sehenswürdigkeiten
- Pfarrkirche St. Michael. Die Pfarrkirche der Pfarrei Aufhausen wurde nach den Plänen von Anton Völkl 1894 unter Beibehaltung des  spätromanischen Turms der Vorgängerkirche aus dem 13. Jahrhundert als einschiffiger Saalbau neu errichtet. In den 1970er Jahren erhielt die Kirche anstelle der neugotischen Altäre eine moderne Ausstattung von Leopold Hafner. Von der alten Ausstattung blieb die überlebensgroße Barockplastik des hl. Michael aus der Vorgängerkirche erhalten.

## Bildung und Erziehung
- Kindergarten St. Michael (Haus für Kinder)

## Vereine
- Brieftaubenverein Aufhausen
- DC Flames Aufhausen Dart-Club
- Freiwillige Feuerwehr Aufhausen (gegründet 12. April 1870)
- Frauenbund Aufhausen
- Jennerweinverein Aufhausen
- KLJB Aufhausen
- Königstreue Aufhausen
- Krieger- und Reservistenkameradschaft  Aufhausen (gegründet 1884)
- SaMiS Kinder- und Jugendchor (gegründet 2000)
- SC Aufhausen e. V. 1927
- Schützengesellschaft D´Vilstaler Aufhausen (gegründet 1878)
- Tennis-Club Aufhausen
- VdK Aufhausen
- Verein für Gartenbau und Landespflege. Er wurde 1921 ins Leben gerufen und nannte sich bis zur Trennung vom Bienenzuchtverein im Jahre 1951 Obst und Bienenzuchtverein Aufhausen.
- Kirchenchor. Im Februar 1988 wurde in Aufhausen wieder ein Kirchenchor gegründet.
- Wanderfreunde Aufhausen e. V. (gegründet 1969)